# Baia di Sorgeto

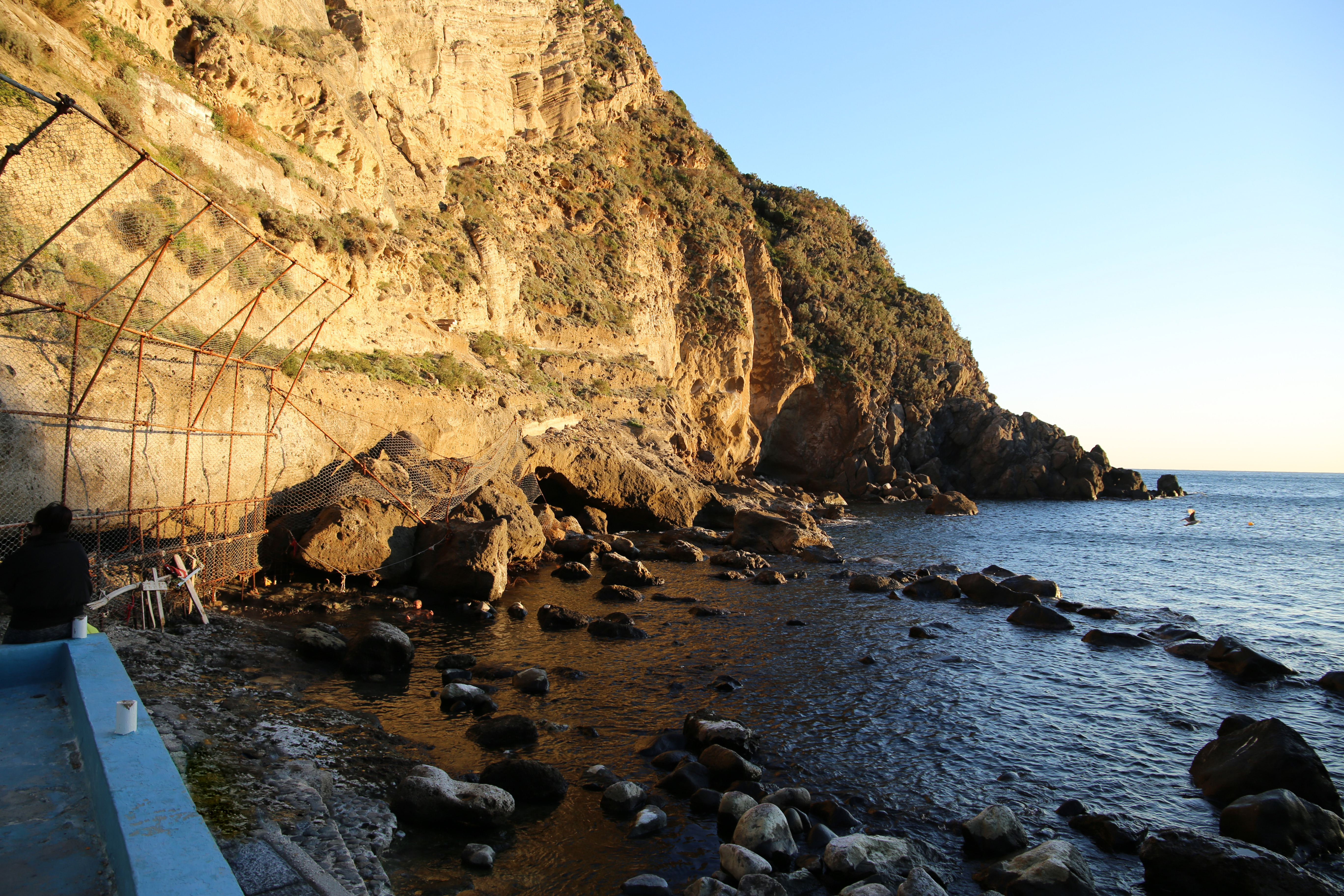
La baia di Sorgeto

La Baia di Sorgeto si trova a Panza, Frazione del Comune di Forio sull'Isola d'Ischia.
Si tratta di un’insenatura naturale che costituisce un parco termale a cielo aperto gratuito e aperto al pubblico tutto l’anno.  Per la natura termale delle sue acque bollenti è possibile godere d’un microclima particolare che rende l’intera baia calda anche nei mesi invernali rendendo possibile immergersi in mare praticamente tutto l'anno.

## Storia
È il medico calabrese Iasolino nel 1588 ad offrire una delle prime menzioni della baia detta di Soliceto  - riportando che vi sorge un'acqua termo-minerale che giova agli asmatici.
Dello stesso tono sono le notizie riportati da altri storici. Nel 1961, Ettore Settani ricorda così le virtù terapeutiche delle sue acque: "quelle di Sorgeto, a detta dei vecchi del posto, sarebbero le sorgenti più curative dell’intera isola, sia per i dolori reumatici che per le malattie della pelle. [...] sono un toccasana, e non da oggi: già nel secolo scorso vi venivano mandati i lebbrosi, o rognosi, come erano chiamati qui, isolati in un vecchio posto di guardia. Ebbene, dopo un periodo di cura, essi risalivano in paese puliti da ogni squama come ragazzini. Gli acciaccati da infortuni o da reumatismi, quando riuscivano a scendervi col bastone (perché la discesa è impervia), se ne risalivano, dopo pochi giorni, dopo di aver gettato il bastone nelle onde. Voci di popolo, sì, ma anche verità non smentite da quanti ci accorrono via mare".
Poco si sa anche sull'etimo del nome. Le fonti antiche la riportano come Soliceto, mentre è chiamato dai locali Surecete che farebbe pensare al francese source  (sorgente), toponimo che però già negli anni '60 è sostituito nelle fonti da Sorgeto.
Molto più interessante è, invece, la sua storia recente. Sull'altura di Punta Chiarito, che delimita a sud la baia, trovasi un importante sito archeologico per la storia d'Italia, la casa greca di cui è possibile osservare una ricostruzione della casa presso il Museo archeologico di Pithecusae.
Nel 1989, infatti, in seguito ad un copioso acquazzone, ci fu uno smottamento del terreno che portò alla luce una parete di tufo verde. In seguito all'intervento dei vigili urbani, furono iniziati i lavori di scavo sotto la direzione della Prof.ssa Gialanella.
Gli scavi effettuati tra il 1993 ed il 1995 portarono alla luce lo spazio interno della struttura impegnato da una zona utilizzata come dispensa, di fronte all'ingresso, con grandi anforoni locali e pithoi alti, in qualche caso, più di un metro, anfore locali e anfore importate corinzie, chiote ed etrusche e mensole alle pareti per vasi da mensa da cucina. Nel lato corto, separato da un tramezzo, era invece il focolare, intorno alla quale si svolgevano le attività femminili, quali la tessitura e la cucina. Sono stati rinvenuti inoltre una vasca di tufo, un piccone e corna di cervo. Inoltre una campagna coltivata. Si tratta, probabilmente, di una fattoria greca tenuta da agricoltori benestanti giunti qui nell'VIII secolo a.C., a giudicare dai servizi da mensa e dagli altri vasi dipinti importati dalla Grecia.
La buona fattura dei vasi che sono stati rinvenuti e ha permesso di anticipare lo sbarco dei primi coloni greci di circa venti anni rispetto all'originaria ipotesi, cioè intorno al 790, 780 a.C. È qui infatti che ebbe luogo lo sbarco dei Greci arrivate dall'Eretria e Chalkis nell'VIII secolo a.C.,  e non, come inizialmente si riteneva, a Monte Vico, nel comune di Lacco Ameno.

## La spiaggia
La baia è caratterizzata dalla presenza di polle bollenti e minerali, saune e vapori terapeutici. Ha una forma di luna circondata da pareti rocciose in verticale, è suddivisa in vasche di pietra dove si riversa l’acqua termale, che sgorga dal sottosuolo a una temperatura di 90 °C. Le acque termali sono comunicanti direttamente con il mare, creando così un’unica area in cui acqua dolce e salata, calda e fredda, si incontrano.
Sconosciuta inizialmente alla grande massa di turisti, anche per il suo non facile accesso, occorre discendere, infatti, circa 200 gradini, oggi la baia è tra i luoghi simbolo della frazione e dell'intera isola.